# Thủy tức

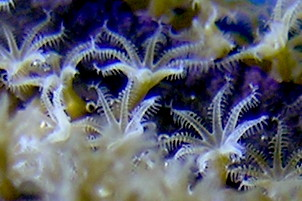
Thủy tức

Thủy tức hay thủy tức nước ngọt là tên của một chi động vật bậc thấp thuộc ngành ruột khoang sống ở các vùng nước ngọt như ao tù, hồ, đầm, đìa... .Có hình ống dài, có nhiều tua (xúc tu) đối xứng để bám vào các giá thể và di chuyển theo kiểu sâu đo và lộn đầu. Tên của chi này theo danh pháp khoa học là Hydra.
Chúng có nguồn gốc ở vùng ôn đới và nhiệt đới. Các nhà sinh học đặc biệt quan tâm đến thủy tức vì khả năng tái sinh của chúng - chúng dường như không chết vì tuổi già, hoặc không bao giờ già.

## Hình dạng và cấu tạo

### Hình dạng:
Toàn thân thủy tức có hình trụ dài, phần dưới thân có đế để bám vào giá thể, phần trên là lỗ miệng, xung quanh có 8 tua miệng tỏa ra rất dài gấp nhiều lần chiều dài cơ thể và có khả năng co ngắn lại, có chức năng bắt mồi, di chuyển và cảm giác. Cơ thể đối xứng tỏa tròn, dài và nhỏ.

### Cấu tạo:
Thủy tức có khoang ruột rõ ràng và phát triển phương cách tiêu hóa ngoại bào, cắt thức ăn thành các mảnh nhỏ trong ruột để thực hiện nội bào (tiêu hóa nội bào). Ruột (túi tiêu hóa) của thủy tức lại chỉ có một đầu ra (vừa là miệng, vừa là hậu môn), khi ăn một thức ăn to, chúng phải tiêu hóa hết rồi phun ra những gì không tiêu hóa được thì mới ăn tiếp cái khác. Vì vậy, chúng không thể lưu trữ thức ăn lâu trong cơ thể và phải tận dụng tiêu hóa nội bào để tiêu hóa nhanh đám thức ăn vừa đưa vào cơ thể.
Thành cơ thể của thủy tức gồm hai lớp tế bào và tầng keo xen giữa.
Thành ngoài gồm bốn loại tế bào:
1. Tế bào mô bì cơ: hình trụ có rễ, chứa nhân ở phía ngoài và chứa tơ cơ xếp dọc theo chiều dài của cơ thể ở phía trong, vừa giữ chức năng bảo vệ của mô bì vừa tạo thành một tầng co rút theo chiều dọc của cơ thể.
2. Tế bào gai: phân bố khắp cơ thể nhưng tập trung nhiều nhất trên tua miệng, giữ nhiệm vụ tấn công và tự vệ.
3. Tế bào cảm giác: hình thi nằm xen giữa các tế bào mô bì cơ, có tơ cảm giác hướng ra ngoài còn gốc phân nhánh ở trong tầng keo.
4. Tế bào thần kinh: hình sao, có các rễ liên kết với nhau trong tầng keo tạo thành hệ thần kinh mạng lưới đặc trưng của ruột khoang. Mạng lưới này liên kết với rễ của tế bào cảm giác và với gốc của tế bào mô bì cơ và các tế bào gai tạo thành một cung phản xạ, tuy còn đơn giản nhưng xuất hiện lần đầu ở động vật đa bào.
5. Tế bào sinh sản: tế bào trứng hình thành từ tuyến hình cầu.Tinh trùng hình thành từ tuyến hình vú
6. Tế bào trung gian: là loại tế bào chưa phân hóa cơ bé, nằm ngay trên tầng keo, có thể hình thành tế bào gai để thay thế chúng sau khi hoạt động hoặc tạo nên tế bào sinh dục.

Thành trong giới hạn khoang vị cho tới lỗ miệng, gồm hai loại tế bào:
1. Tế bào mô bì cơ tiêu hóa: có các tơ cơ ở phần gốc xếp thành vành theo hướng thẳng góc với hướng của tơ cơ trong tế bào mô bì cơ của thành ngoài. Khi hoạt động chúng tạo thành một tầng co rút đối kháng với tầng co rút của thành ngoài. Phần hướng vào khoang vị của tế bào này có 1-2 roi, có khả năng tạo chân giả để bắt các vụn thức ăn nhỏ tiêu hóa nội bào.
2. Tế bào tuyến: nằm xen giữa các tế bào mô bì cơ tiêu hóa, với số lượng ít hơn. Chúng tiết dịch tiêu hóa vào trong khoang vị và tiêu hóa ngoại bào. Như vậy ở ruột khoang có sự chuyển tiếp giữa tiêu hóa nội bào, kiểu tiêu hóa của động vật đơn bào, sang tiêu hóa ngoại bào, kiểu tiêu hóa của động vật đa bào. Thức ăn của thủy tức nước ngọt phần lớn là giáp xác nhỏ.

### Cách di chuyển:
Có hai cách di chuyển của thủy tức:
1. Di chuyển kiểu sâu đo: di chuyển từ trái sang, đầu tiên cắm đầu xuống làm trụ sau đó co duỗi, trườn cơ thể để di chuyển
2. Di chuyển kiểu lộn đầu:di chuyển từ trái sang, để làm trụ cong thân,đầu cắm xuống, lấy đầu làm trụ cong thân, sau đó cắm xuống đất di chuyển tiếp tục như vậy.

### Dinh dưỡng:
Tua miệng thủy tức chứa nhiều tế bào gai có chức năng tự vệ và bắt mồi. Khi đói, thủy tức vươn dài đưa tua miệng khắp xung quanh. Khi chạm phải mồi (chẳng hạn rận nước) thì lập tức tế bào gai ở tua miệng phóng ra làm tê liệt con mồi. Vòi tua có gai dính con mồi đưa vào miệng rồi nuốt vào bụng rồi thực hiện quá trình tiêu hóa nội bào.
Thủy tức thải bã ra ngoài qua lỗ miệng.
Sự trao đổi khí thực hiện qua thành cơ thể

### Sinh sản:
Khi điều kiện thuận lợi, thủy tức sinh sản vô tính bằng đâm chồi, nhưng khi điều kiện sống khó khăn thì chúng chuyển sang sinh sản hữu tính. Hợp tử được hình thành có vỏ bọc bảo vệ, sống tiềm sinh cho đến khi có điều kiện thuận lợi trở lại thì tiếp tục phát triển.
- Sinh sản vô tính: Thường gọi là mọc chồi, các chồi mọc lên từ vùng sinh chồi ở giữa cơ thể. Lúc đầu là một mấu lồi, sau đó lớn dần lên rồi xuất hiện lỗ miệng và tua miệng của con non, thủy tức non sau đó tách khỏi cơ thể mẹ thành một cơ thể độc lập và hình thành cơ thể trưởng thành.
- Tái sinh: Hợp tử được hình thành có vỏ bọc bảo vệ, sống tiềm sinh cho đến khi có điều kiện thuận lợi trở lại thì tiếp tục phát triển. Thủy tức có khả năng tái tạo toàn bộ cơ thể khi chỉ còn 1 bộ phận trong điều kiện môi trường đặc biệt.
- Sinh sản hữu tính: Khi điều kiện sống khó khăn thì chúng chuyển sang sinh sản hữu tính.Tế bào trứng được tinh trùng của thủy tức đực đến thụ tinh. Sau khi thụ tinh, trứng phân cắt nhiều lần rồi tạo ra thủy tức con. Sinh sản hữu tính thường xảy ra khi thiếu thức ăn, ở mùa lạnh.